# Notomys fuscus
Notomys fuscus is een knaagdier uit het geslacht Notomys.

## Kenmerken
De rug is lichtoranje, de onderkant wit, met een scherpe scheiding. De staart is van boven grijsachtig en van onder roze, met een donkere pluim. Zowel mannetjes als vrouwtjes hebben een soort "buidel" op de keel, omringd door een vlezige lip. De kop-romplengte bedraagt 80 tot 115 mm, de staartlengte 120 tot 155 mm, de achtervoetlengte 34 tot 40 mm, de oorlengte 24 tot 28 mm en het gewicht 30 tot 50 gram. Vrouwtjes hebben 0+2=4 mammae.

## Leefwijze
De soort is 's nachts actief en leeft in diepe holen. Hij eet zaden, groene planten en insecten.

## Verspreiding
Deze soort komt voor in Australië. Zijn verspreidingsgebied beslaat het zuidwesten van Queensland, het noordoosten van Zuid-Australië en het westen van New South Wales. In grote delen van Zuid-Australië en in het zuidoosten van het Noordelijk Territorium is hij uitgestorven. Zijn habitat bestaat uit zandduinen, begroeid met grassen. Deze soort is vrij zeldzaam.